# 갯마을 (1978년 영화)
"갯마을"(A Seashore Village)은 한국에서 제작된 김수형 감독의 1978년 드라마 영화이다. 장미희 등이 주연으로 출연하였고 곽정환 등이 제작에 참여하였다.

## 출연

### 주연
- 장미희
- 유영국
- 한은진
- 이영하

### 조연
- 이향
- 한우리
- 윤인자
- 김남일

## 기타
- 원작자: 오영수
- 조명: 권수용
- 녹음: 유창국